# Petrosia vansoesti
Petrosia vansoesti är en svampdjursart som beskrevs av Boury-Esnault, Pansini och Uriz 1994. Petrosia vansoesti ingår i släktet Petrosia och familjen Petrosiidae. Inga underarter finns listade i Catalogue of Life.